# What We Do in the Shadows (serie de televisión)
What We Do in the Shadows es una serie de televisión de comedia de terror estadounidense, basada en la película de 2014 del mismo nombre, que se estrenó el 27 de marzo de 2019 en FX. La serie fue renovada para una sexta y última temporada, que se estrenó el 21 de octubre de 2024.

## Sinopsis
What We Do in the Shadows sigue a «cuatro vampiros que han sido compañeros de cuarto durante cientos y cientos de años».

## Reparto

### Principales
- Kayvan Novak como Nandor
- Matt Berry como Laszlo Cravensworth
- Natasia Demetriou como Nadja
- Harvey Guillén como Guillermo De La Cruz
- Mark Proksch como Colin Robinson

### Recurrentes
- Doug Jones como el Barón Afanas
- Beanie Feldstein como Jenna
- Jake McDorman como Jeff Suckler

### Invitados
- Mark Hamill como Jim el Vampiro
- Mary Gillis como June
- Hayden Szeto como Jonathan
- Gloria Laino
- Marceline Hugot como Barbara Lazarro
- Richie Moriarty como Doug Peterson
- Veronika Slowikowska como Shanice
- Anthony Atamanuik como Sean
- Vanessa Bayer como Evie Russell
- Arj Barker como Arjan
- Hannan Younis como Ange
- Bobby Wilson como Marcus
- Ro Manning como Dougie
- Justin Bigelli como Toby
- Nick Kroll como Simon
- Kristen Schaal como La Guía
- Tilda Swinton como Tilda
- Evan Rachel Wood como Evan
- Danny Trejo como Danny

## Episodios
| Temporada | Temporada | Episodios | Episodios | Emisión original        | Emisión original        |
| Temporada | Temporada | Episodios | Episodios | Primera emisión         | Última emisión          |
| --------- | --------- | --------- | --------- | ----------------------- | ----------------------- |
|           | 1         | 10        | 10        | 27 de marzo de 2019     | 22 de mayo de 2019      |
|           | 2         | 10        | 10        | 15 de abril de 2020     | 10 de junio de 2020     |
|           | 3         | 10        | 10        | 2 de septiembre de 2021 | 28 de octubre de 2021   |
|           | 4         | 10        | 10        | 12 de julio de 2022     | 6 de septiembre de 2022 |
|           | 5         | 10        | 10        | 13 de julio de 2023     | 7 de septiembre de 2023 |
|           | 6         | 11        | 11        | 21 de octubre de 2024   | 16 de diciembre de 2024 |

## Producción

### Desarrollo
El 22 de enero de 2018, se anunció que FX había dado a la producción un pedido piloto. La serie fue programada para ser escrita por Jemaine Clement y dirigida por Taika Waititi quienes también se espera que sean productoras ejecutivas junto a Scott Rudin, Paul Simms, Garrett Basch, y Eli Bush. El 3 de mayo de 2018, se anunció que FX ordenó la serie para una primera temporada que constaba de diez episodios que se estrenaran en 2019. El 4 de febrero de 2019, se anunció durante la gira anual de prensa de invierno de Television Critics Association que la serie se estrenaría el 27 de marzo de 2019. El 7 de mayo de 2019, se anunció que la serie fue renovada para una segunda temporada. El 9 de enero de 2020, se anunció que la segunda temporada se estrenaría el 15 de abril de 2020. El 22 de mayo de 2020, se anunció que la serie fue renovada para una tercera temporada, que se estrenó el 2 de septiembre de 2021.
En agosto de 2021, antes del estreno de la tercera, fue renovada para una cuarta temporada. Poco después del anuncio, se dio a conocer que Scott Rudin dejaría de ser productor ejecutivo de la serie. La cuarta temporada se estrenó el 12 de julio de 2022.
Antes del estreno de la cuarta temporada, FX renovó la serie para una quinta y sexta temporadas. La quinta temporada se estrenó el 15 de julio de 2023. El 19 de diciembre de 2023, se anunció que la sexta temporada sería la última. La sexta temporada se estrenó el 21 de octubre de 2024.

### Casting
El 22 de enero de 2018, se anunció que Kayvan Novak, Matt Berry, Natasia Demetriou, y Harvey Guillen protagonizarán la serie. El 7 de febrero de 2018, se anunció que Doug Jones, Beanie Feldstein, Jake McDorman, Mark Proksch, y Hayden Szeto fueron elegidos como recurrentes. El 9 de enero de 2020, se anunció que Mark Hamill fue elegido en un rol de invitado, mientras que Beanie Feldstein no volvería.

### Rodaje
El rodaje de la serie tuvo lugar del 22 de octubre al 18 de diciembre de 2018 en Toronto, Ontario, Canadá.

## Lanzamiento

### Distribución
En España, se estrenó el 28 de marzo de 2019 en HBO España. En Latinoamérica, se estrenó el 4 de junio de 2019 en Fox Premium Series.
Desde 2021, la serie se puede ver en Latinoamérica por medio del servicio de streaming Star+.

### Críticas
| Temporada | Temporada | Respuesta crítica | Respuesta crítica |
| Temporada | Temporada | Rotten Tomatoes   | Metacritic        |
| --------- | --------- | ----------------- | ----------------- |
|           | 1         | 94% (72 reseñas)  | 83 (79 reseñas)   |
|           | 2         | 98% (43 reseñas)  | 79 (11 reseñas)   |
|           | 3         | 100% (28 reseñas) | 96 (11 reseñas)   |
|           | 4         | 100% (29 reseñas) | 84 (8 reseñas)    |
|           | 5         | 95% (35 reseñas)  | 85 (11 reseñas)   |
|           | 6         | 90% (20 reseñas)  | 79 (8 reseñas)    |

En Rotten Tomatoes, la primera temporada tiene un índice de aprobación del 94%, basado en 72 reseñas, con una calificación promedio de 7.80/10. El consenso crítico del sitio dice, «Deliciosamente absurdo y ridículamente divertido, What We Do in the Shadows expande la tradición vampírica de la película y encuentra una nueva perspectiva en su encantador y descabellado elenco para crear una serie documental que vale la pena hundir los dientes». En Metacritic, tiene un puntaje promedio ponderado de 83 sobre 100, basado en 79 reseñas, lo que indica «aclamación universal».
En Rotten Tomatoes, la segunda temporada tiene un índice de aprobación del 98%, basado en 43 reseñas, con una calificación promedio de 9.00/10. El consenso crítico del sitio dice, «¡Murciélago! What We Do in the Shadows no pierde fuerza en una segunda temporada que expande sabiamente sus horizontes sobrenaturales mientras duplica la diversión de volar rápido». En Metacritic, tiene un puntaje promedio ponderado de 79 sobre 100, basado en 11 reseñas, lo que indica una «reseñas generalmente favorables».
Al igual que sus temporadas anteriores, la tercera ha recibido una respuesta positiva de la crítica. En el sitio web del agregador de reseñas Rotten Tomatoes, la temporada tiene un índice de aprobación del 100%, basándose en 20 reseñas con una calificación media de 9,30/10. El consenso de la crítica dice: «Llevada en volandas por la increíble química de su elenco y el guion más fuerte de la serie hasta ahora, la tercera temporada de What We Do in the Shadows es aterradoramente buena». En Metacritic, tiene una puntuación media ponderada de 96 sobre 100 basada en 11 reseñas, lo que indica «aclamación universal».